# Museo Nacional de la Acuarela Alfredo Guati Rojo

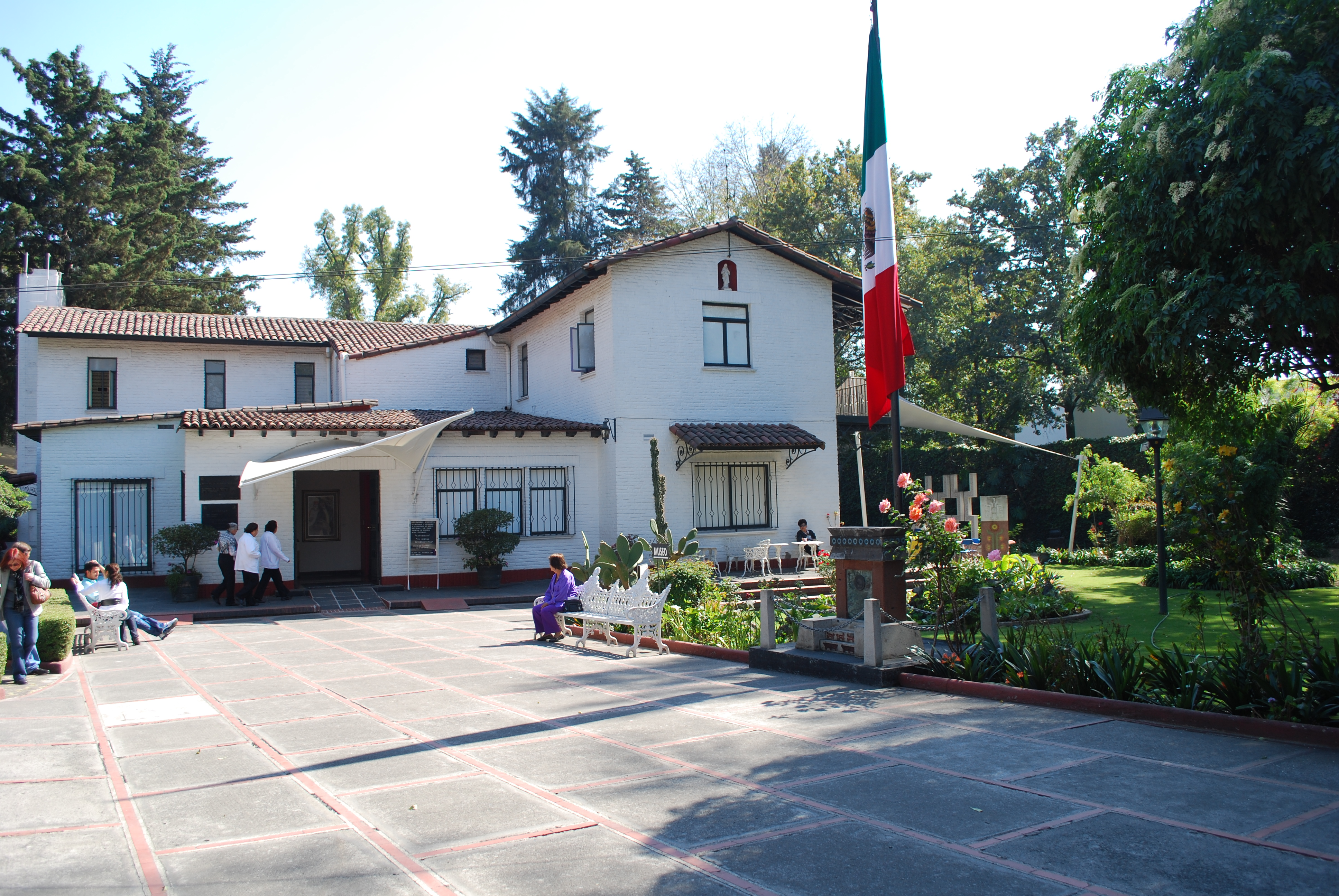
Vista exterior del edificio principal

El Museo Nacional de la Acuarela Alfredo Guati Rojo fue fundado en 1967 por el maestro Alfredo Guati Rojo, quien también se encargó de la dirección del mismo hasta el año de su muerte en 2003. Actualmente el museo se encuentra en una casa privada en el barrio de Santa Catarina, Coyoacán en la Ciudad de México, donde radica desde el año 1987. Fue el primer museo en el mundo que se especializó únicamente en pintura en acuarela, por ello su dedicación gira en torno a dicha técnica. 
La institución busca la preservación, continuidad y difusión de la acuarela, no sólo en México, sino también en el resto del mundo. Cuenta con una importante colección permanente que fue donada por Guati Rojo y su esposa, de la que se exhiben más de doscientas obras dentro de las salas del museo. En ella destacan obras nacionales e internacionales de distintas corrientes y estilos. De igual manera, en la Galería de exposiciones temporales "Berta Pietrasanta", se presentan diversas muestras de artistas contemporáneos de todo el mundo. 

## Historia

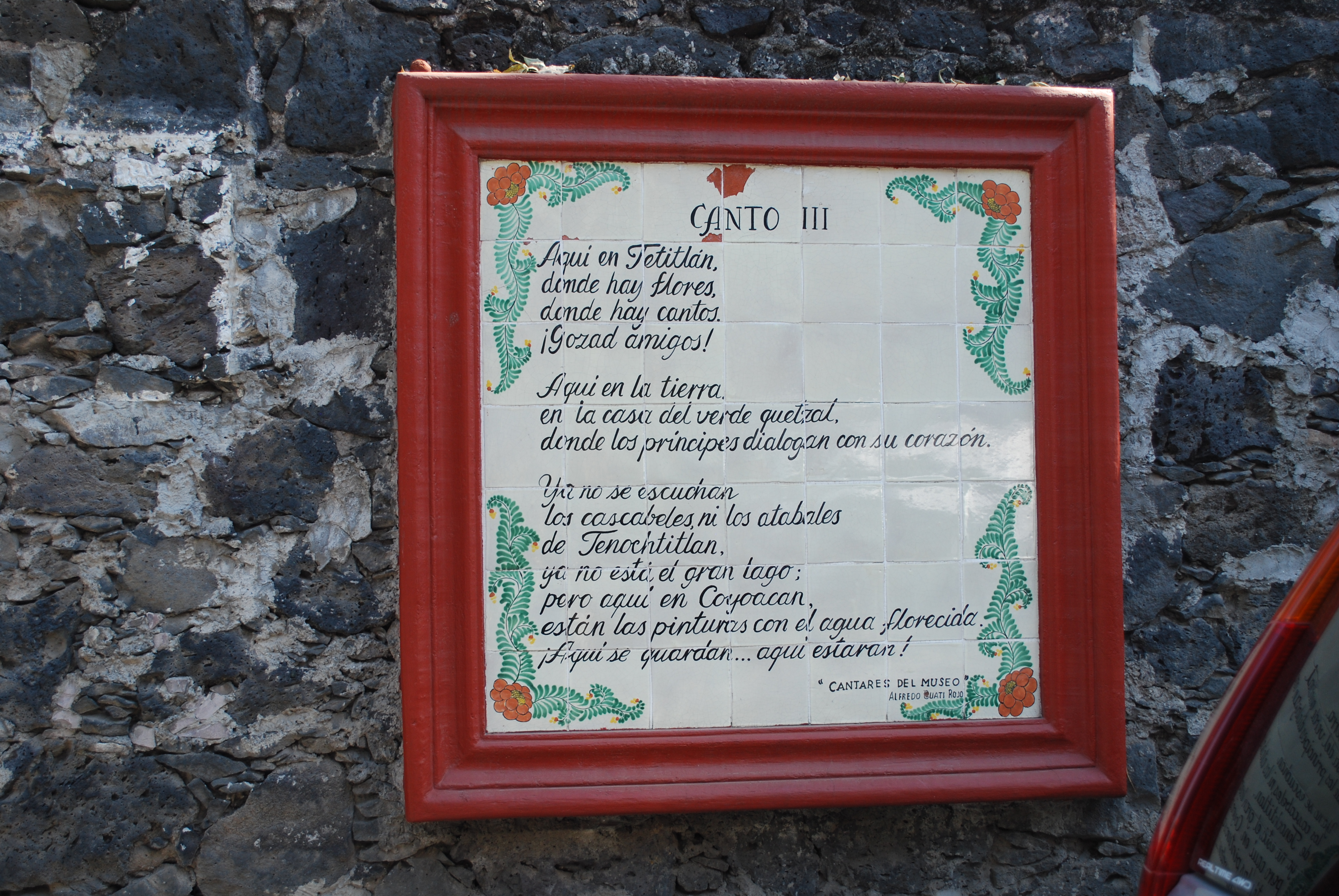
Poema dedicado al museo ubicado en la pared exterior del museo

Alfredo Guati Rojo estuvo toda su vida dedicado a la difusión y promoción de la acuarela, por ello en 1954 fundó en el número 141 de la calle de Puebla en la Colonia Roma, el Instituto de Artes de México. Fue un centro cultural y artístico dedicado a la docencia, investigación y formación de artesanos, por ello ofrecía una gran variedad de cursos. Diez años después, en el mismo lugar dio origen el 14 de noviembre de 1964 a la Sociedad Mexicana de Acuarelistas, y el 21 de diciembre de 1967 al Museo Nacional de la Acuarela. 
Desde los inicios del museo, se tuvo la intención de hacerlo una institución de carácter y nivel nacional, así como un museo privado, pues el museo no es una dependencia del gobierno. Guati Rojo fue quien especialmente se dedicó a administrar y dirigir el museo durante toda su vida. 
Inicialmente cuando se encontraba en la Colonia Roma, la estructura que adquirió el museo fue hasta cierto punto sencilla. En la planta baja permaneció la galería de exposiciones temporales que había estado ahí desde tiempo atrás, en el primer piso se estableció el museo como tal y en el segundo piso se encontraban los salones para impartir clases y cursos. Desde el momento de su inauguración hasta el día de hoy, se han realizado múltiples exposiciones dedicadas a obras de los miembros de Sociedad Mexicana de Acuarelistas.
Alfredo Guati Rojo se dedicó a expandir y enriquecer la colección del museo, adquiriendo obras de las exposiciones temporales que se presentaban dentro del mismo, así como por donaciones de compañeros y maestros suyos de la Escuela Nacional de Artes Plásticas. La selección de obras que se adquiría y exponía en las salas del museo, respondían a una intención de mostrar al público de manera cronológica lo que se ha producido en materia de acuarela, tanto en México como en el resto del mundo.  
Para 1973 Guati Rojo comenzó a buscar una nueva sede para el Museo de la Acuarela, dirigiéndose especialmente hacia el Gobierno del Distrito Federal, pues esperaba contar con su apoyo para remodelar el edificio o para adquirir uno nuevo. Pero no fue sino hasta el terremoto de 1985 que arrasó con la Ciudad de México y derrumbó el edificio que albergaba el museo. Lo que los obligó a desalojar las obras y a trasladarse a un nuevo espacio.
Inicialmente se pidió al gobierno la donación de un terreno para construir una nueva sede del museo, que estuviera edificada según las necesidades y exigencias del mismo. Sin embargo, el gobierno adquirió una casa de estilo neocolonial ubicada en la calle de Salvador Novo en Coyoacán, la cual fue donada para que a partir de 1987 se convirtiera en el nuevo edificio del Museo Nacional de la Acuarela, lugar donde reside hasta el día de hoy.

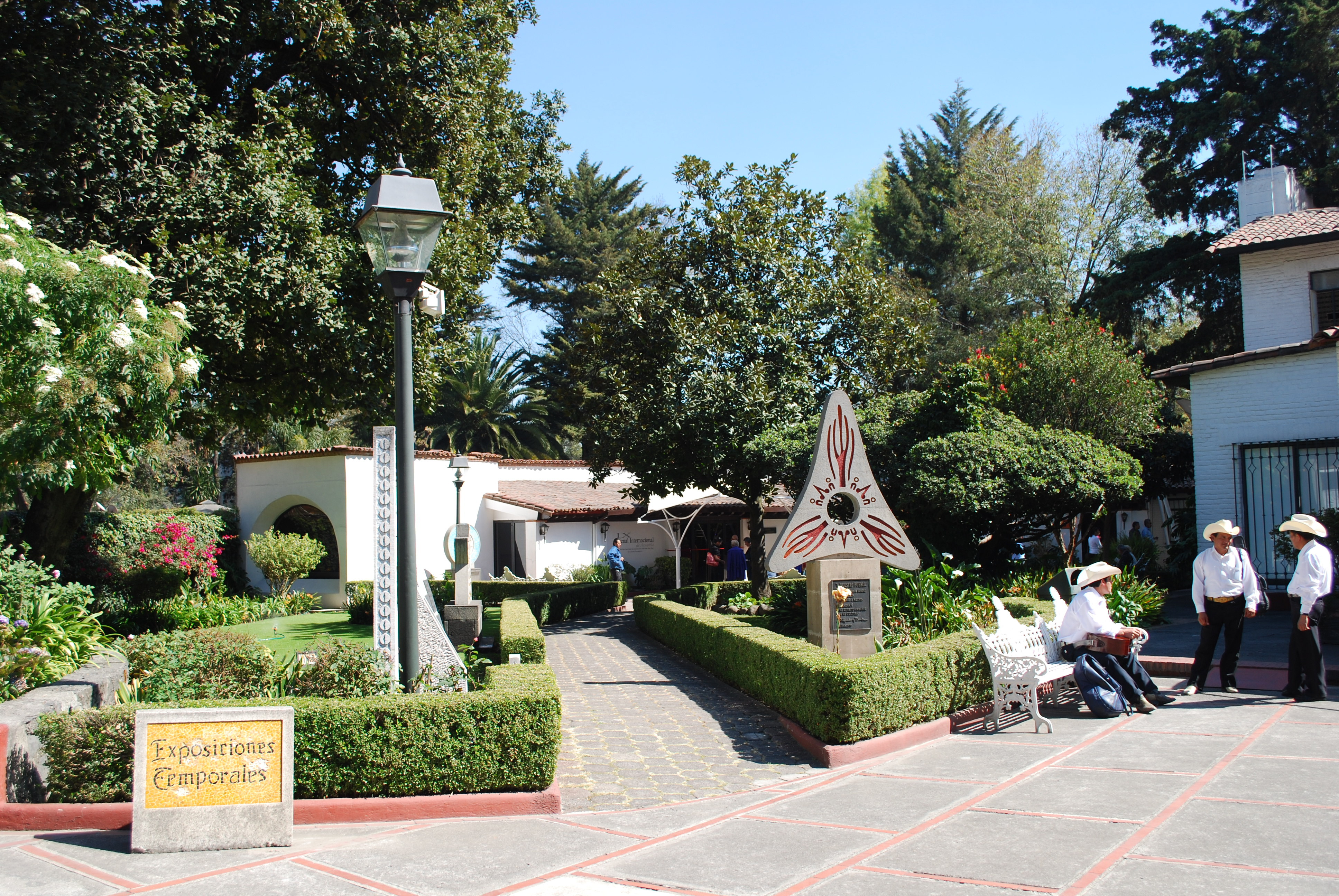
Vista del jardín del museo

## Descripción

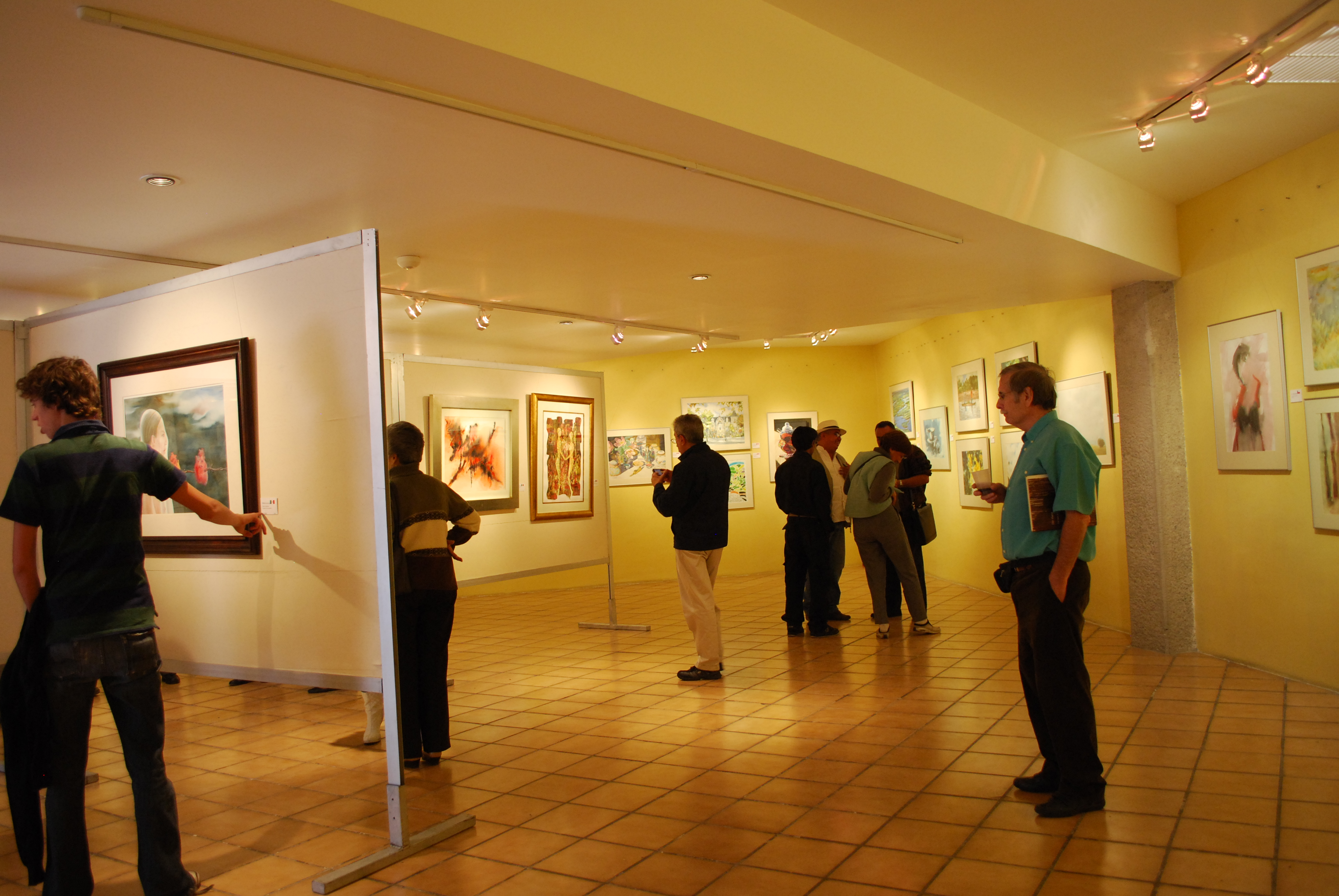
Visitantes en la Bienial Internacional de Acuarela 2010 en el museo

Desde el momento de su fundación hasta el día de hoy el museo ha mantenido como objetivo principal el rescatar y promover la pintura en acuarela, pues al contrario de otras técnicas como el óleo, no ha tenido el impulso, difusión y desarrollo que se merece. Por ello es fundamental que se reconozca el valor de la acuarela, así como las distintas maneras con las que se puede trabajar con ella.  
Dentro del museo se exhiben piezas de la colección permanente que cuenta con más de 1500 obras, de las cuales se encuentran expuestas al público 266 pinturas. El museo cuenta con seis salas que se ordenan cronológicamente: Sala Prehispánica, Sala siglo XIX, Sala Internacional, Sala Nacional, Sala Contemporánea y Sala Alfredo Guati Rojo, en honor al fundador de este espacio. En ellas se muestran obras de reconocidos artistas de México y el mundo, en las que se pueden apreciar distintas temáticas y formas de representación. Desde pintura figurativa, retratos, paisajes, hasta pintura abstracta que juega con el arte tradicional y académico. 
Con el motivo de dar a conocer y fomentar la pintura en acuarela contemporánea, el museo cuenta con la Galería Berta Pietrasanta, la cual fue nombrada en honor a la esposa del artista, y que tiene como función albergar exposiciones temporales de acuarelistas contemporáneos nacionales e internacionales. Para 1957 el Instituto de Arte de México convocó al primer Salón Nacional de la Acuarela, con el fin de impulsar a acuarelistas mexicanos a exhibir su obra. También con estos motivos, el maestro Guati Rojo instituyó en 1994 la Bienal Internacional de Acuarela, la cual busca la participación de acuarelistas de todo el mundo, que estén interesados en mostrar sus obras al público bajo un panorama y temática actual.
Entre el jardín y el museo, el pintor Guati Rojo colocó sus propias esculturas prehispánicas, en donde en las mismas se pueden leer poemas creados por Nezahualcóyotl, siendo este un reflejo de otra de las grandes pasiones del Maestro Guati Rojo: La poesía. Este espacio es usado actualmente para permitirle a los amantes de la poesía reunirse y expresarse en dicho lugar.
Se debe destacar el mencionado jardín, que se encuentra a la entrada del museo. En él se pueden encontrar diferentes tipos de árboles y flores de gran colorido, además de esculturas realizadas por Guati Rojo. El jardín se considera parte importante del museo, gracias a su belleza y la tranquilidad que transmite.
El museo ofrece cursos de acuarela que son impartidos por distintos maestros, con la finalidad de acercar al púbico de distintas edades, la pintura en acuarela de manera práctica. Así como para sensibilizar a los alumnos con el acto de pintar y de acercarlos al mundo del arte. Durante la época de verano el museo también realiza cursos para niños, los cuales tienen una temática específica, pero que al final siempre se relaciona con la acuarela, pues de esta manera se acerca y enseña la técnica a los niños.   
El logotipo del museo está inspirado en motivos de origen prehispánico. La mano abierta está representando la creación artística, al tiempo que porta una pulsera de jade en la muñeca, pues ésta era característica de los tlacuilos. Éstos eran personajes muy sabios de la época prehispánica que se dedicaban a pintar códices, por lo que se les considera los iniciadores de la pintura sobre papel con pigmento y agua en la región. La mano está rodeada por un escudo compuesto de flores de agua, las cuales simbolizan la realización del ideal estético.

## Alfredo Guati Rojo
Alfredo Guati Rojo Cárdenas nació el primero de diciembre de 1918 en Cuernavaca, Morelos. Quizás su pasión por la acuarela apareció en su infancia, cuando sus padres le regalaron una caja de pinturas al agua, por ello tomó sus primeras lecciones de pintura a los trece años, impartidas por Luis Betanzos. Años más tarde, Guati Rojo afirmó que el obsequio de sus padres y la admiración que sentía por los murales de Diego Rivera, fungieron como motivaciones para dedicarse profesionalmente a la pintura en acuarela.
A pesar de que sus padres querían que estudiara la Licenciatura en Derecho, Guati Rojo estaba convencido de que su vocación estaba en el mundo de las artes. Por ello ingresó en 1935 a la Escuela Nacional de Artes Plásticas (ENAP) de la Universidad Nacional Autónoma de México (UNAM), donde estudió Artes Plásticas especialmente pintura. Posteriormente en 1941 ingresó a la Escuela de Artes del Libro, actualmente Escuela Nacional de Artes Gráficas, para estudiar la técnica del grabado.
Durante su formación como artista plástico, tuvo contacto con grandes artistas de los que aprendió técnicas, como el dibujo con Francisco Goitia y Luis Sahagún. Por otro lado, se relacionó con teóricos importantes de la época que se especializaban en arte, como Salvador Toscano y Francisco Cortés. Estas influencias no sólo le proporcionaron experiencia y mayor conocimiento en el arte de manera práctica y teórica, sino también una posición notable dentro del círculo artístico.
Una vez que obtuvo su título, comenzó a impartir clases que inicialmente fueron para generar ingresos, pero que al final resultaron en una larga y satisfactoria carrera dedicada a la docencia que duró 32 años. Sus clases estaban enfocadas especialmente a tres técnicas, dibujo, grabado y acuarela; de igual forma buscó la manera de enseñar tanto en instituciones privadas como públicas.
En 1974 fue cuando sus obras se dieron a conocer de manera pública, pues la UNAM organizó y patrocinó su primera exposición individual que se llevó a cabo en la Biblioteca Nacional. Esta exposición fue de gran importancia para su carrera artística, pues su presencia dentro del círculo artístico se fortaleció. Dada su creciente popularidad, el gobierno del Estado de Morelos lo invitó a exponer sus obras en el Palacio de Cortés, mientras que el gobierno del Estado de México le organizó una exposición en el Museo de Bellas Artes de Toluca.
Su fama internacional comenzó en gran medida gracias al apoyo que recibió de la Secretaría de Educación Pública (SEP), pues enviaron al maestro a un viaje académico por Estados Unidos. Ahí realizó tres importantes exposiciones, la primera en Austin, la segunda en Nueva York y la tercera en Washington D. C., donde fue invitado por la fundación del Museo Smithsoniano.
Como parte de sus logros y reconocimientos, el maestro fue miembro honorario de la American Watercolor Society de Nueva York, así como miembro vitalicio de la Royal Society of Arts de Inglaterra. También fue miembro de la Asociación Internacional de Artes Plásticas de la Unesco y miembro del Salón de la Plástica Mexicana.
En 1941 contrajo matrimonio con Berta Pietrasanta, quien fue no sólo su compañera de vida, sino que también fue su cómplice y mano derecha, pues juntos trabajaron en los proyectos de Guati Rojo, dedicando su vida a la pintura en acuarela y a su promoción. Así como el cuidado y mantenimiento del museo, al que consideraban como su hijo, que juntos fundaron y dirigieron.
Desde 1980 el maestro Guati Rojo presentaba problemas de salud que con el tiempo lo fueron deteriorando a él y a su obra, pues comenzó a perder la visión y audición. Por otro lado, su esposa enfermó repentinamente y murió el 23 de mayo de 2003, lo que trajo malas consecuencias para la salud del maestro, pues empeoró y finalmente el 10 de junio del mismo año, falleció.

## Sociedad Mexicana de Acuarelistas
La Sociedad Mexicana de Acuarelistas (SMA) fue fundada principalmente por Alfredo Guati Rojo en 1964. En vista de la creciente popularidad que adquirió el gremio de acuarelistas nacionales durante las décadas de los cincuenta y sesenta, el Instituto de Arte de México convocó a un grupo de artistas a conformar una sociedad en favor de la acuarela. La SMA se estableció desde sus orígenes como una Asociación Civil, cuyos miembros habían participado desde 1957 en el Salón Nacional de Acuarela, por lo que contaban con una amplia experiencia en el mundo del arte y las exposiciones.
Los objetivo principales de la SMA son promover y difundir la acuarela a través de la coordinación, promoción y realización de exposiciones, conferencias, cursos y otras actividades. Así como impulsar el levantamiento de la técnica de la acuarela, para colocarla en un nivel relevante en cuanto a su estudio y producción. Por otro lado, sirve también como una forma de unificación y apoyo entre artistas con intereses similares, de manera que puedan trabajar y colaborar entre todos.
Aun cuando son hijas del mismo padre, la SMA no forma parte ni pertenece al Museo de la Acuarela, sin embargo, ya que comparten objetivos y misiones, han colaborado y trabajado en conjunto. En el museo se han realizado diversas actividades y exposiciones de artistas y obras realizados por miembros de la sociedad. Por otro lado, algunas de las obras de los miembros de la sociedad, se encuentran exhibidos en las salas permanentes del museo, pues han recibido múltiples reconocimientos y premios por su trabajo. 
Además de Alfredo Guati Rojo, algunos de los trece miembros fundadores de la SMA son, Rodolfo Aguirre Tinoco, Gustavo Alaní Pastrana, Manuel Arrieta Aupart, María Teresa Miranda Mercado, entre otros. 

## Sitios de interés
- Sitio oficial del Museo Nacional de la Acuarela
- Sitio oficial de la Sociedad Mexicana de Acuarelistas
- Facebook MUNACUA
- Instagram MUNACUA
- Twitter MUNACUA
- YouTube MUNACUA
- Wikimedia Commons alberga una categoría multimedia sobre Museo Nacional de la Acuarela Alfredo Guati Rojo.